# Pidora
Pidora es una mezcla con Fedora (distribución Linux), una versión personalizada del sistema Fedora tipo unix, que se ejecuta en el ordenador Raspberry Pi, es bastante rápido en su ejecución, tiene una larga historia y se caracteriza por su estabilidad, existen miles de paquetes disponibles en el repositorio para Pidora, se encuentra cualquier funcionalidad o servicio que necesita para cualquier proyecto.
Pidora es una distribución de software de Linux para la computadora Raspberry Pi. Contiene paquetes de software del Proyecto Fedora (específicamente, el proyecto de arquitectura secundaria Fedora ARM) compilado específicamente para la arquitectura ARMv6 utilizada en la Raspberry Pi, paquetes que han sido específicamente escritos o modificados para la Raspberry Pi y el software proporcionado por la Raspberry Pi Foundation para acceso a dispositivos.

## Historia
La creación de Pidora se llevó a cabo por el equipo CDOT (Centre for Development of Open Technology) de Seneca College, para el computador de placa única Raspberry Pi. Contiene paquetes de software del sistema operativo llamado Fedora, compilados específicamente para la arquitectura ARMv6 usada en los dispositivos Raspberry Pi.
Pidora es un remix de Fedora15, esto quiere decir que puede incluir software de terceros en su arquitectura, dicho software puede ser desarrollado por cualquier miembro de la comunidad, con diferentes objetivos como, por ejemplo: apuntar el proyecto hacia dispositivos de Hardware específicos, ofrecer material promocional dentro de un sistema operativo personalizable a los consumidores, entre otros.
La última versión de este Remix de Fedora cuenta con la mayoría de paquetes con los que viene Fedora 18, y son instalables a través de yum, un paquete administrador de software utilizado para instalar, actualizar, y remover paquetes en distribuciones Linux que manejan paquetes.
El 8 de marzo de 2012, se lanzó Raspberry Pi Fedora Remix (actualmente llamada Pidora), que en el momento de era la distribución recomendada por la fundación y fue desarrollada en la Universidad de Séneca, en Canadá.
Pidora es uno de los varios sistemas operativos destinados para los dispositivos Raspberry Pi como es el caso de:
- Raspbian
- Kali Linux
- Pidora
- Windows 10 IoT Core
- Ubuntu Core
- RISC OS
- SARPi (Slackware ARM for Raspberry Pi)
- Arch Linux ARM

## Especificaciones de Pidora para Raspberry
Pidora contiene una serie de módulos Raspberry Pi específicos de Python y bibliotecas nativas,como WiringPi (librería de acceso a la GPIO escrito en C para BCM2835 utilizado en la Raspberry Pi ) y primera.gpio. El núcleo también esta compilado para trabajar las interfaces Raspberry Pi como 12C, SPI, serie y GPIO,y desde varias de ellas se puede acceder a las interfaces de archivo / sys sin el uso de las bibliotecas o módulos especiales. Además, Pidora contiene utilidades y bibliotecas específicas para el acceso a la tarjeta de video Broadcom videoCore IV Gpu Pi.
También Pidora ofrece interesantes extras a su experiencia estándar de escritorio en Fedora. La reducción de empuje gráfico de la Raspberry Pi provoca que el escritorio de GNOME se sustituya por XFCE más ligero.

## Versiones de Pidora

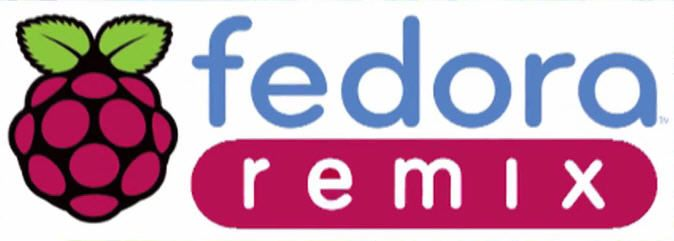
Logotipo de la versión Fedora Remix Raspberry.

- Pidora 2014 (Raspberry Pi Fedora Remix)
- Previous Raspberry Pi Fedora Remix releases
- Pidora 18 (Raspberry Pi Fedora Remix)
- Previous Raspberry Pi Fedora Remix releases (not optimized for the ARMv6 architecture)
- Raspberry Pi Fedora Remix 18
- Raspberry Pi Fedora Remix 17
- La versión 18 de Pidora: Es la última versión estable que hace muy poco tiempo fuera liberada, una optimizada versión de Fedora Remix basada en la última versión de Fedora para la arquitectura ARMv6, con mayor velocidad que incluye los programas existentes en el conjunto de paquetes que conforman la versión 18 de Fedora.

Entre las novedades más interesantes dignas de destacar que aporta esta nueva versión son:
- Casi todo el conjunto de paquetes de la versión 18 de Fedora están disponibles e instalables a través de yum, son unos miles de paquetes que se desarrollan y distribuyen a través del repositorio oficial de Fedora y que están disponibles en línea.
- Que todos esos paquetes han sido compilados especialmente, y para tomar todas las ventajas que puede ofrecer el material de una Raspberry Pi
- Para una mayor velocidad de descarga, su imagen inicial viene en un formato compacto con, a posteriori, un redimensionamiento automático que le permite llegar a un máximo almacenamiento.
- Para un mayor aprovechamiento de la memoria del equipo, crea automáticamente una partición de intercambio (swap).
- Trae incluida toda una variedad de lenguajes de programación, como Perl, Python y C.
- Esos lenguajes de programación vienen incluidos en la imagen para SD.
- Toda información sobre la Dirección IP se puede leer a través de los altavoces o parlantes y a través de un brilló con la luz del LED.
- Para llevar adelante operaciones gráficas embarca el editor gráfico de textos Gedit, y con sus plugines como la consola Python, el navegador de archivos, el resaltador de sintaxis. Oficia como una suerte de mini entorno de desarrollo integrado, llamado también Entorno de desarrollo integrado (sigla en inglés de integrated development environment).
- Para toda operación a llevarse adelante en consola se incluyen editores gráficos de fácil utilización como: nled, nano, vi; además para la navegación y gestión de archivos se incorpora también a Midnight Commander (conocido como mc).
- Incluye bibliotecas capaces de brindar soporte a material o hardware externo, como motores y Robótica (a través de GPIO, I2C, SPI).
- Es la primera versión que embarca el « headless mode«.

Actualmente disponible:
- Pidora 2014 (Raspberry Pi Fedora Remix).

Versiones anteriores de Raspberry Pi Fedora Remix:
- Pidora 18 (Raspberry Pi Fedora Remix).

Versiones anteriores de Raspberry Pi Fedora Remix (no optimizado para la arquitectura ARMv6):
- Raspberry Pi Fedora Remix 18
- Raspberry Pi Fedora Remix 17

## Desafíos principales para Pidora
Según la entrevista realizada de TechCrunch a Chris Tyler de CDOT había tres desafíos principales para conseguir que Pidora viera la luz:
1. Ordenar la Construcción: La construcción de la secuencia inicial de más de 10K paquetes fuente que tienen cadenas de dependencia complejas y a veces circulares, puede ser un reto.
2. Cuestiones Específicas ARMv6 - ARMv5 y ARMv7 son los objetivos más comunes para los builds ARM. Algunos paquetes hacen suposiciones incorrectas o les falta código para ARMv6.
3. Construcción Nativa: Fedora tiene una filosofía de construcción nativa, que requiere que el paquete que se construye (se compile), se realice en un sistema capaz de ejecutar el código compilado.

## Configuración de Raspberry Pi para el primer uso
Esta es la configuración de sistema recomendada para el inicio por primera vez:
1. Conecte la Raspberry Pi a un monitor o televisor de alta definición con la salida HDMI (HDMI y DVI-D son básicamente las mismas señales, por lo que se puede usar un adaptador HDMI-DVI).
2. Conecte un teclado USB (y, opcionalmente, un ratón USB).
3. Conecte un cable de Ethernet conectado a una red IPv4 con un servidor DHCP y una puerta de enlace a Internet. Remix utilizará esta conexión para configurar el reloj del sistema.
4. Inserta la Tarjeta SD.
5. Aplica el poder.
6. Primer arranque: Pidora proporciona una herramienta de configuración gráfica utilizada para ajustar la configuración básica la primera vez que se inicia Pidora.